# Älvrosgården
Älvrosgården är en kulturhistorisk bondgård som uppfördes på Skansen på Djurgården i Stockholm under åren 1915–1916. Gården består av byggnader från Älvros socken i sydöstra Härjedalen.

## Bakgrund
Byggnaderna har sammanförts av olika gårdar för att på Skansen ge en bild av hur man bodde i dessa bygder under 1600- och 1700-talen och i viss mån även under tidigt 1800-tal.Boningshuset är hämtat från en gård som hette Röjdegården och var på 1/4 mantal och omfattade drygt 9 tunnland åker samt 27 1/2 tunnland äng. Vid en bouppteckning som gjordes 1822 fanns det en gammal häst, kor, kalvar, getter och får, sammanlagt 32 djur vilket får betraktas som en relativt ordinär djurbesättning för en gård av Röjdegården och den senare skapade "Älvrosgårdens" storlek i början av 1800-talet.

## Bilder

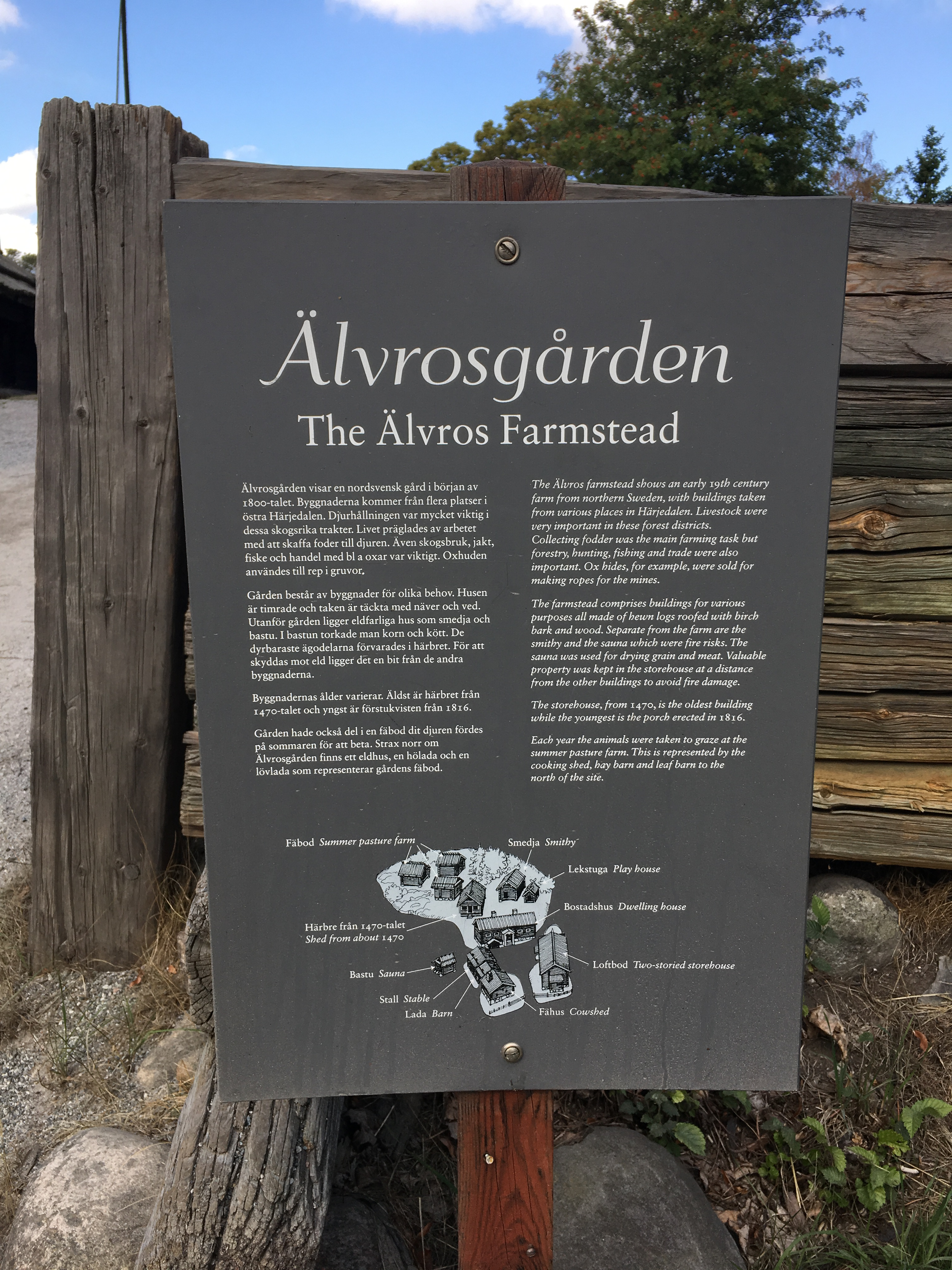
Skylten utanför Älvrosgården.
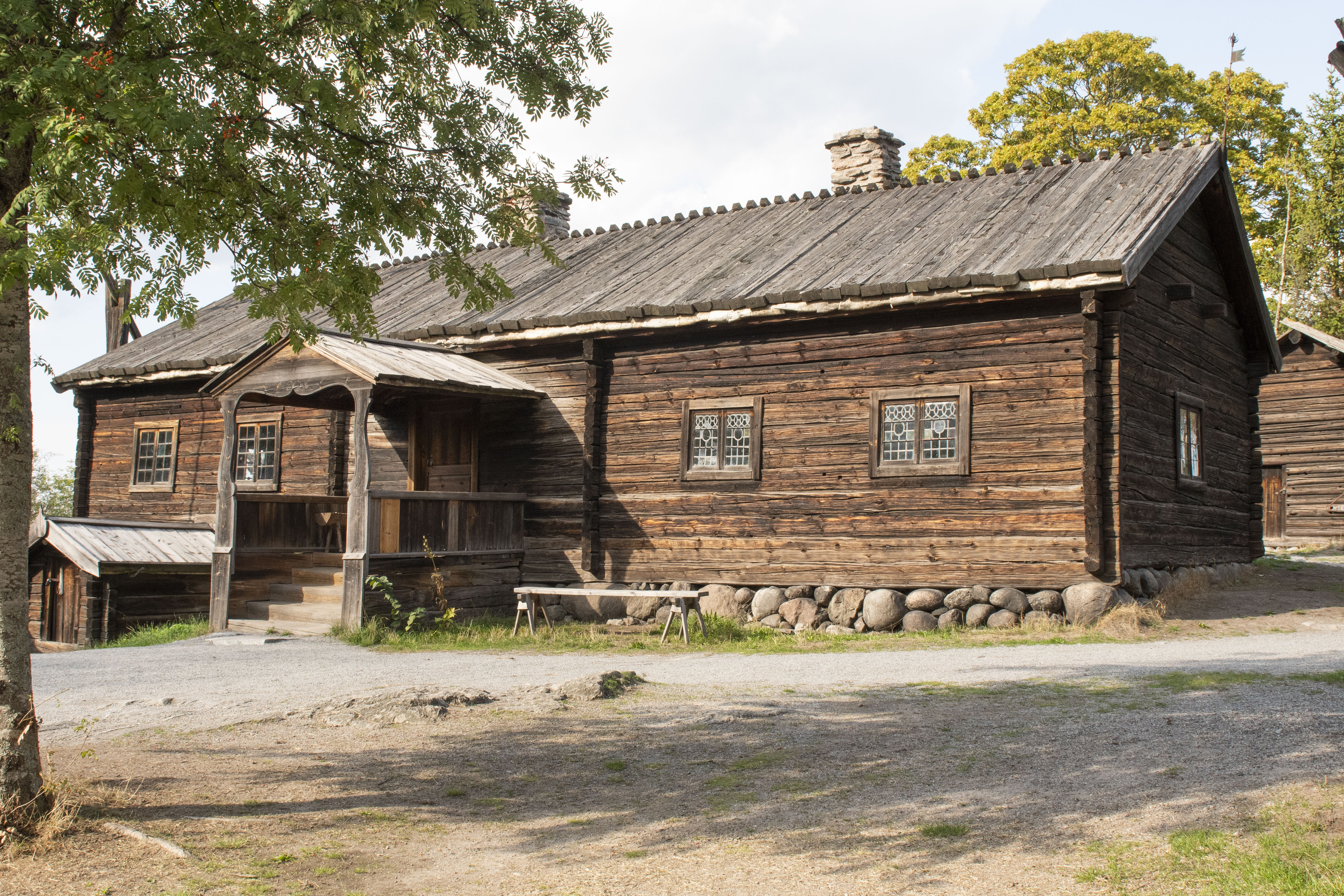
Mangårdsbyggnaden.
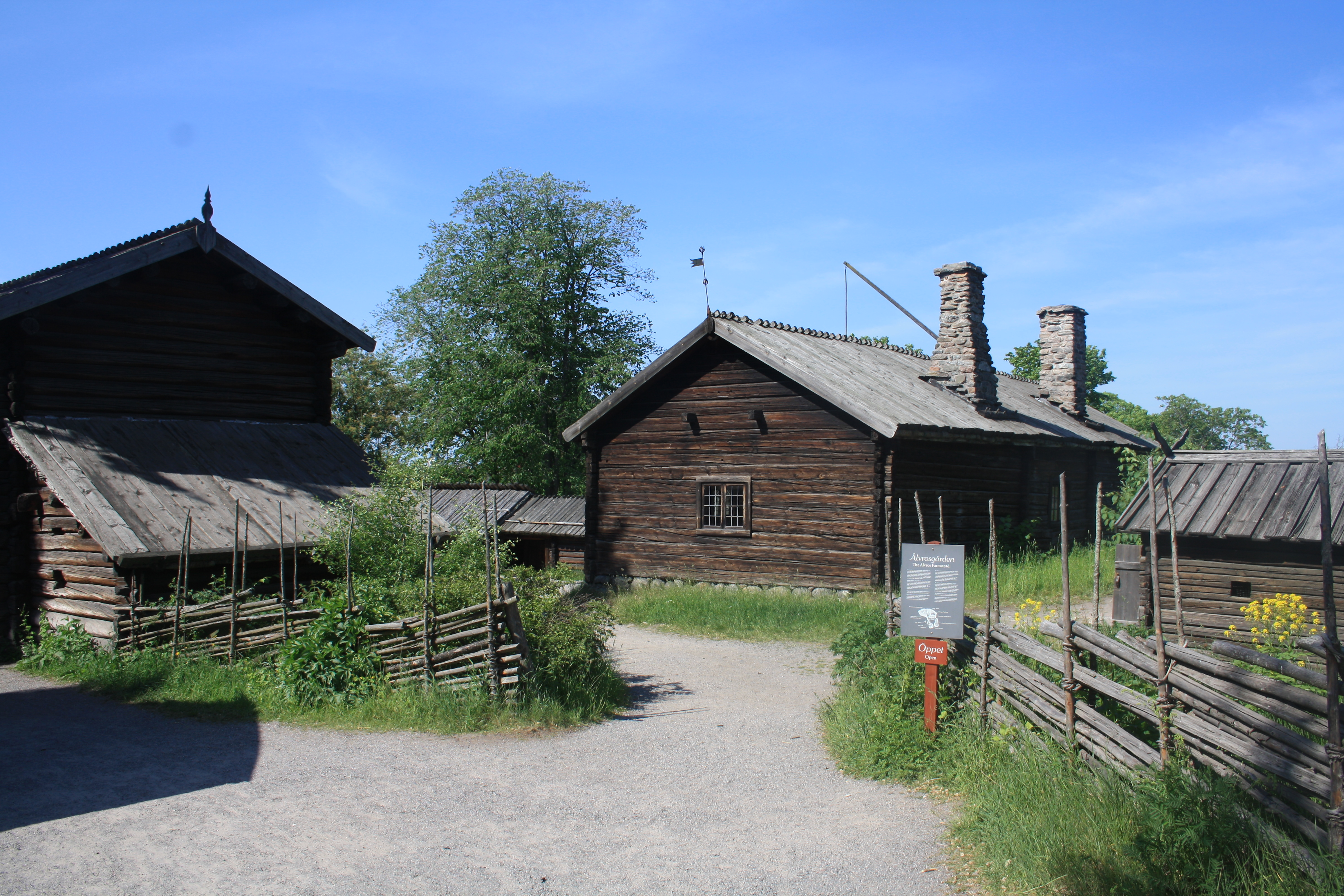
Älvrosgården från nordväst.
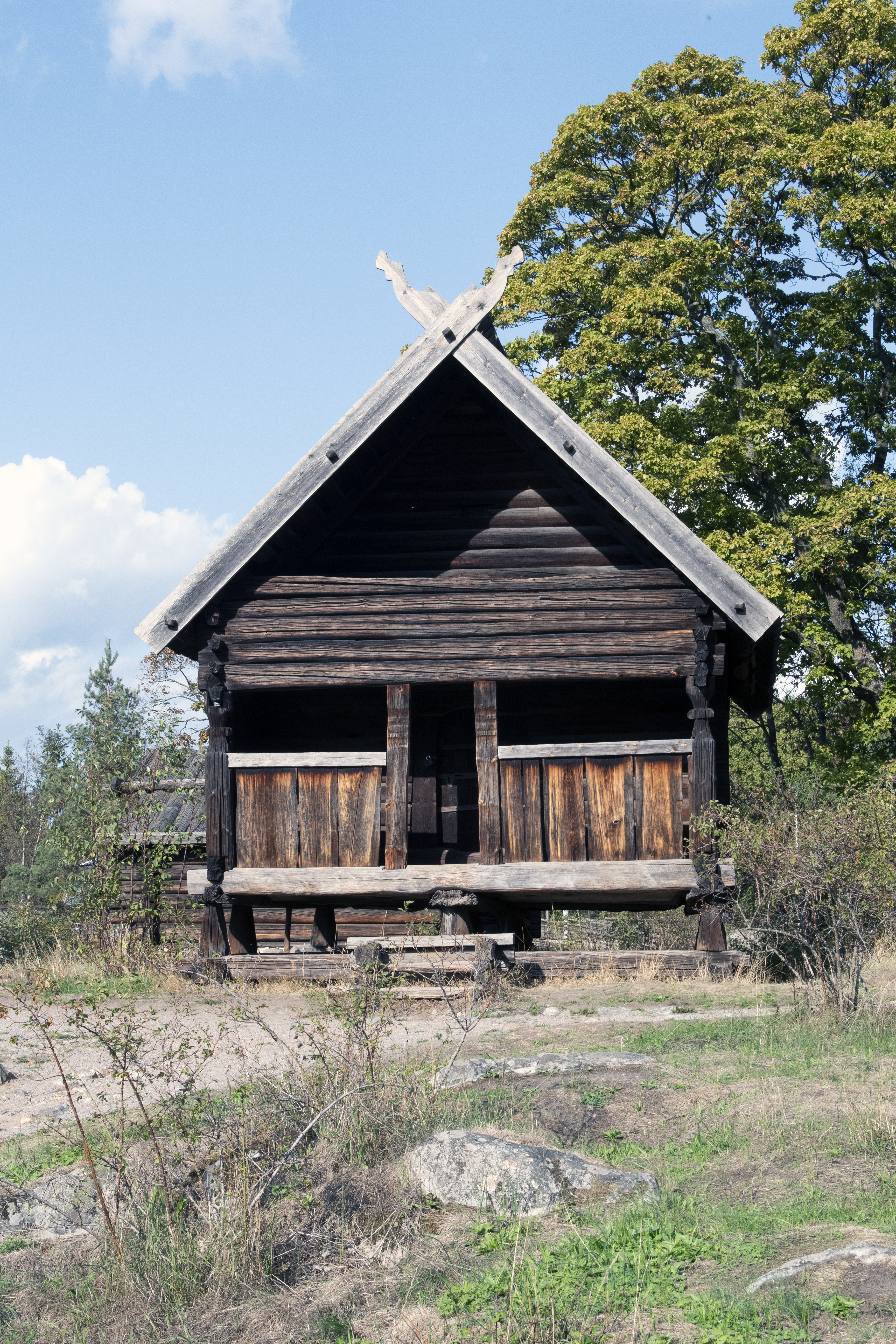
Stolpboden.
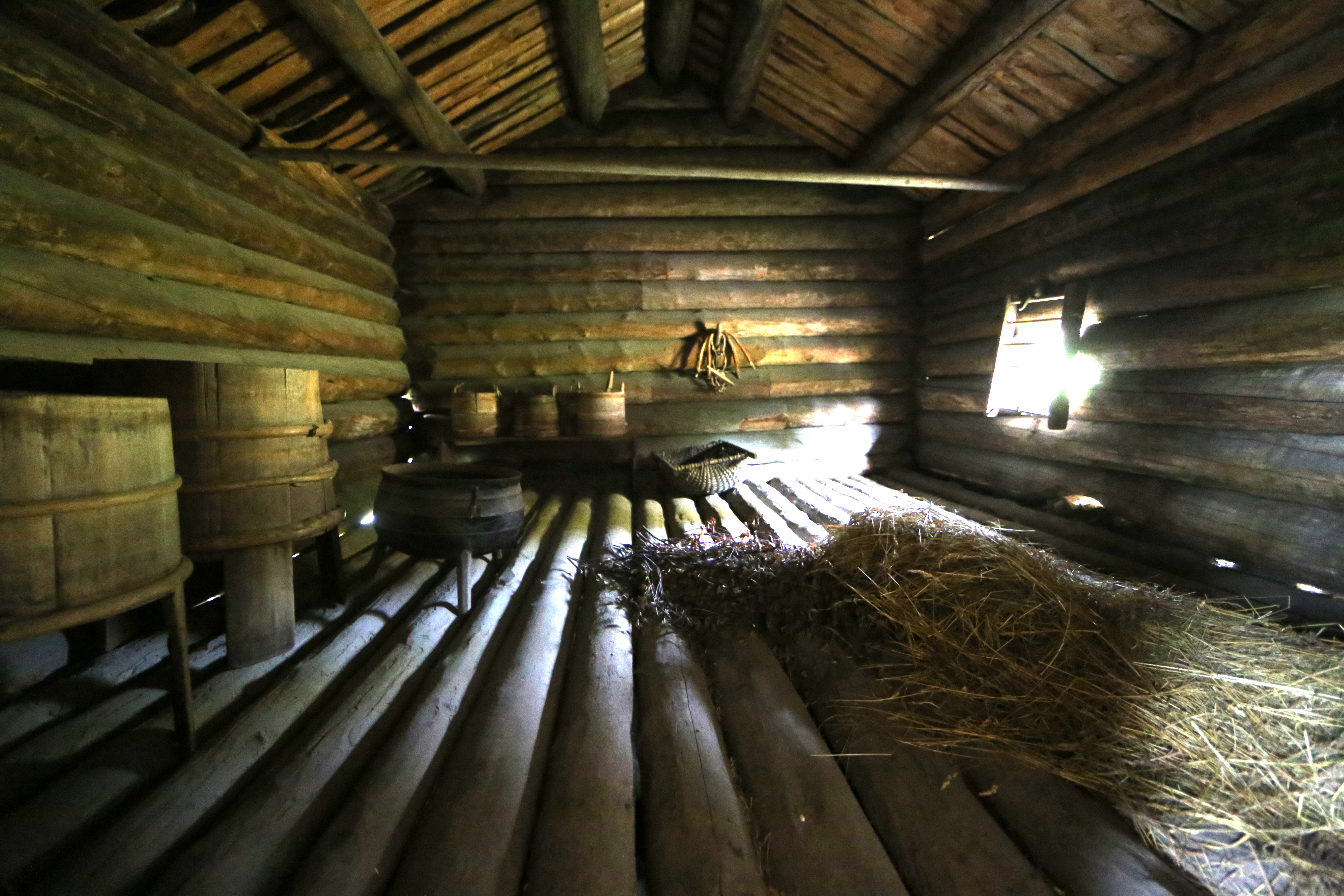
Lövloge och rum för beredning av foder till djuren.